# Вольфарт, Генрих
Генрих Вольфарт (нем. Heinrich Wohlfahrt; 16 декабря 1797, Кёсниц, ныне в составе коммуны Залеплате — 9 мая 1883, Конневиц, ныне в составе Лейпцига) — немецкий музыкальный педагог. Отец Франца Вольфарта.
Учился музыке в Веймаре у Августа Фердинанда Хезера. На протяжении всей жизни преподавал частным образом в небольших городах Тюрингии, пока в 1867 г. не удалился на покой, обосновавшись в Лейпциге.
Автор множества упражнений и методических пособий для юных пианистов, пользовавшихся многолетней популярностью в разных странах. Наибольшей востребованностью отличались пособия «Друг-клавир» (нем. Der Klavierfreund; 1842, множество переизданий) и «Детская фортепианная школа и музыкальная азбука» (нем. Kinderklavierschule oder musikalisches ABC; 1836, русское издание 1864) — по мнению Г. В. Финка, «весьма примечательная работа, которой ни один фортепианный педагог, работающий с юношеством, не может пренебречь». Вольфарт также опубликовал учебник гармонии (нем. Vorschule der Harmonielehre; 1857), пособие по композиции (нем. Wegweiser zum Componiren; 1858) и несколько пособий по игре на гитаре.